# جو كولمان (لاعب كرة قاعدة أمريكي)
جو كولمان (بالإنجليزية: Joe Coleman)‏ هو لاعب كرة قاعدة أمريكي، ولد في 3 فبراير 1947 في بوسطن في الولايات المتحدة.